# Caddie Lisieux
Caddie Lisieux, född 25 april 2013 i Sverige, är en svensk varmblodig travhäst. Hon tränades av Roger Walmann och kördes oftast av Kenneth Haugstad.
Caddie Lisieux tävlade åren 2016–2018. Hon sprang in 3,7 miljoner kronor på 29 starter varav 11 segrar, 8 andraplatser och 1 tredjeplats. Hon inledde karriären i mars 2016 och tog första segern redan i debutloppet. Hon var aldrig sämre än tvåa felfri i sina 16 första starter. Hon tog karriärens största segrar i Wallenius Cup (2016), Margaretas Tidiga Unghästserie (2017) och Stosprintern (2017). Hon kom även på andraplats i Breeders' Crown (2016, 2017). År 2017 var hon Sveriges sjätte vinstrikaste fyraåring.
Hon är helsyster till Readly Express.

## Karriär
Caddie Lisieux gjorde sin första start den 14 mars 2016 i ett treåringslopp på Färjestadstravet. Hon kördes av Kenneth Haugstad, som skulle bli hennes ordinarie kusk under hela karriären. Hon tog första segern redan i debuten efter att ha vunnit med en halv längd före loppets favoritspelade häst Deepak Am.
Hon tog sin första sexsiffriga seger redan i den fjärde starten, den 4 maj 2016 då hon segrade i Vårfavoriten Ston på hemmabanan Solvalla.
Karriärens största seger kom i Stosprintern den 8 juli 2017 på Halmstadtravet där hon vann efter en imponerande slutspurt. Segern togs på tiden 1.10,6 över sprinterdistansen 1609 meter autostart, vilket var både nytt löpningsrekord och banrekord för fyraåriga ston.
Under 2018 fick hon skadeproblem med sina framknän. Hon gjorde karriärens sista start den 28 april 2018 i Lovely Godivas Lopp på Åbytravet, där hon blev oplacerad efter att ha galopperat. I maj 2018 meddelades att hon slutar att tävla och istället blir avelssto. Hennes första partner i aveln blev den tidigare stallkamraten Magic Tonight.

## Stamtavla
| Efter Ready Cash   | Indy de Vive  | Viking's Way       | Mickey Viking    |
| Efter Ready Cash   | Indy de Vive  | Viking's Way       | Josubie          |
| Efter Ready Cash   | Indy de Vive  | Tekiflore          | Kepi Vert        |
| Efter Ready Cash   | Indy de Vive  | Tekiflore          | Morgaflore       |
| Efter Ready Cash   | Kidea         | Extreme Dream      | Quito de Talonay |
| Efter Ready Cash   | Kidea         | Extreme Dream      | Tahitienne       |
| Efter Ready Cash   | Kidea         | Doceanide du Lilas | Workaholic       |
| Efter Ready Cash   | Kidea         | Doceanide du Lilas | Oceanide         |
| Undan Caddie Dream | Viking Kronos | American Winner    | Super Bowl       |
| Undan Caddie Dream | Viking Kronos | American Winner    | B.J.'s Pleasure  |
| Undan Caddie Dream | Viking Kronos | Conch              | Bonefish         |
| Undan Caddie Dream | Viking Kronos | Conch              | Vikings Venus    |
| Undan Caddie Dream | Fatima Lavec  | Sugarcane Hanover  | Florida Pro      |
| Undan Caddie Dream | Fatima Lavec  | Sugarcane Hanover  | Sugar Hanover    |
| Undan Caddie Dream | Fatima Lavec  | Margit Lobell      | Speedy Crown     |
| Undan Caddie Dream | Fatima Lavec  | Margit Lobell      | Matina Hanover   |